# Ryszard Geyer
Ryszard Geyer (ur. 28 marca 1842 w Łodzi, zm. 8 lutego 1916 w Szwajcarii) – przemysłowiec łódzki, działacz gospodarczy. Najstarszy syn Ludwika Geyera, jednego z pionierów rozwoju przemysłu włókienniczego w Łodzi i w Polsce, właściciela pierwszej fabryki włókienniczej o napędzie parowym w Królestwie Polskim. 
W 1886 roku objął stanowisko dyrektora handlowego firmy Towarzystwa Akcyjnego Ludwik Geyer.

## Życie prywatne
Od 1863 Ryszard Geyer zarządzał majątkiem rodziny Weilów we wsi Gajówka. Tam poznał młodszą od siebie o 10 lat Olgę Joannę Weil, która wzbudziła jego zainteresowanie. Początkowo dziewiętnastoletnia Olga niechętnie nastawiona do starszego od siebie mężczyzny odrzuciła jego oświadczyny. Jednak po pewnym czasie, gdy Ryszard ponownie zaproponował Oldze małżeństwo, ta nie odmówiła. W 1871 w czasie wesela młodej pary, młodsza siostra panny młodej Helena Anna Weil, poznała Gustawa Geyera, brata Ryszarda, który później został jej mężem. Przy ulicy Czerwonej w Łodzi położona jest willa Ryszarda Geyera.  